# Adriana Ozores
Pour les articles homonymes, voir Ozores.
Adriana Ozores Muñoz, née le 21 mai 1959 à Madrid, est une actrice espagnole. Elle est connue pour son rôle dans la série Grand Hôtel.

## Biographie
Adriana Ozores naît à Madrid, fille de l'acteur José Luis Ozores et de la danseuse Concepción Muñoz. Elle est la nièce de Mariano et Antonio Ozores. À neuf ans, elle perd son père. Ozores obtient son baccalauréat au Lycée italien de Madrid, avant d'étudier l'art dramatique. Ses grands-parents étaient Mariano Ozores Francés et Luisa Puchol. Elle vient donc d'une famille d'artistes, familière au monde du cinéma.
En 1979, elle obtient son premier rôle et participe ainsi au film Los energéticos de Mariano Ozores, avec qui elle travaillera beaucoup par la suite. Elle joue dans son premier grand film de grand écran en 1985.
L'actrice s'éloigne du cinéma pendant une dizaine d'années et travaille dans le théâtre au sein de la Compagnie nationale de théâtre classique (es) où elle garde le premier rôle pendant neuf ans.
Elle revient vers le cinéma en intégrant le premier long métrage de Joaquin Oristrell. Sa carrière décolle en 1998 lorsqu'elle obtient de nombreux prix et est louée par la critique.

## Prix
Elle obtient en 1998 le prix Calabuch pour la meilleure interprétation féminine au Festival de Cinema de Peñíscola pour le film La primera noche de mi vida de Miguel Albaladejo.
La même année, elle reçoit le Goya de la meilleure actrice pour son rôle dans La hora de los valientes d'Antonio Mercero.
En 1999, elle est nommée pour le prix Goya de la meilleure actrice pour son rôle dans Cuando vuelvas a mi lado, qu'elle perd face à Maria Galiana.
En 2000, Ozores est récompensée par le Prix Ondas de la meilleure actrice de l'année pour son rôle dans Plenilunio. Elle perd cependant le prix Goya de la meilleure interprétation féminine 
En 2001, elle reçoit le prix de la meilleure actrice au Festival de Cinéma de Valladolid pour son rôle dans La vida de nadie, film pour lequel elle est aussi nommée au prix Goya de la meilleure interprétation féminine.
En 2019, Le Festival International du théâtre classique d'Almagro lui décerne le prix de XIX Premio Corral de Comedias.
En 2020, elle reçoit la Médaille d'or du mérite des beaux-arts, décernée par le Ministère de la Culture espagnol.

## Filmographie
| Date                | Film                                      | Directeur                                                          | Prix                                                    |
| ------------------- | ----------------------------------------- | ------------------------------------------------------------------ | ------------------------------------------------------- |
| 1979                | Los energéticos                           | Mariano Ozores                                                     |                                                         |
| 1980                | El liguero magico                         | Mariano Ozores                                                     |                                                         |
| 1980                | Es peligroso casarse a los 60             | Mariano Ozores                                                     |                                                         |
| 1981                | Los Chulos                                | Mariano Ozores                                                     |                                                         |
| 1981                | Queremos un hijo tuyo                     | Mariano Ozores                                                     |                                                         |
| 1981                | Brujas mágicas                            | Mariano Ozores                                                     |                                                         |
| 1982                | Padre no hay más que dos                  | Mariano Ozores                                                     |                                                         |
| 1982                | Cristobal Colón, de oficio... descubridor | Mariano Ozores                                                     |                                                         |
| 1984                | El cura ya tiene hijo                     | Mariano Ozores                                                     |                                                         |
| 1984                | Los zancos                                | Carlos Saura                                                       |                                                         |
| 1984                | El pan debajo del brazo                   | Mariano Ozores                                                     |                                                         |
| 1985                | La Comedia musical española               | Fernando García de la Vega                                         |                                                         |
| 1993                | The Bird of happiness                     | Pilar Miró                                                         |                                                         |
| 1997                | What Makes Women Laugh ?                  | Joaquín Oristrell                                                  |                                                         |
| 1997                | Niño nadie                                | José Luis Borau                                                    |                                                         |
| 1998                | La hora de los valientes                  | Antonio Mercero                                                    | Goya de la meilleure actrice                            |
| 1998                | Ma première nuit                          | Miguel Albadalejo                                                  | Prix Calabuch pour la meilleure interprétation féminine |
| 1998 - 2002         | Periodistas                               | Daniel Écija                                                       |                                                         |
| 1999                | Quand tu me reviendras                    | Gracia Querejeta                                                   | nommée pour le prix Goya de la meilleure actrice        |
| 1999                | Manolito Four-Eyes                        | Miguel Albadalejo                                                  |                                                         |
| 1999                | En route pour le palais                   | José Antonio Quirós                                                |                                                         |
| 1999                | Plenilunio                                | Imanol Uribe                                                       | Prix Ondas de la meilleure actrice de l'année           |
| 1999                | Verbal Assault                            | Miguel Albadalejo                                                  |                                                         |
| 2001                | Hold-up                                   | Eva Lesmes                                                         |                                                         |
| 2002                | La Vida de nadie                          | Eduard Cortés                                                      | Meilleure actrice au Festival de Cinéma de Valladolid   |
| 2002                | En la ciudad sin límites                  | Antonio Hernández                                                  |                                                         |
| 2002                | Perdidos                                  | Humberto Miró                                                      |                                                         |
| 2002                | El alquimista impaciente                  | Patricia Ferreira                                                  |                                                         |
| 2003                | La Chance endormie                        | Ángeles González-Sinde                                             |                                                         |
| 2004                | Héctor                                    | Gracia Querejeta                                                   |                                                         |
| 2004 - actuellement | Manolito Gafotas                          | Miguel Albadalejo                                                  |                                                         |
| 2005                | Heroína                                   | Gerardo Herrero                                                    |                                                         |
| 2005                | La Méthode                                | Marcelo Piñeyro                                                    |                                                         |
| 2005 - 2021         | Los hombres de Paco                       | Daniel Ecija et Alex Pina                                          |                                                         |
| 2008                | 8 Dates                                   | Peris Romano – Rodrigo Sorogoyen                                   |                                                         |
| 2008                | Esperpentos                               | José Luis García Sánchez                                           |                                                         |
| 2009                | Born to suffer                            | Miguel Albadalejo                                                  |                                                         |
| 2010                | The Duchess                               | Salvador Calvo                                                     |                                                         |
| 2011                | No lo llames amor... llámalo X            | Oriol Capel                                                        |                                                         |
| 2011 - 2013         | Gran Hotel                                | Ramón Campos                                                       |                                                         |
| 2016                | At your doorstep                          | Eduard Cortés                                                      |                                                         |
| 2016                | Alba                                      | Ana Cristina Barragán                                              |                                                         |
| 2017                | Thi Mai                                   | Patricia Ferreira                                                  |                                                         |
| 2017-2019           | Velvet Coleccion                          | Sara Escobar Ramón Campos                                          |                                                         |
| 2018                | Voyage autour de la chambre d'une mère    | Celia Rico Clavellino                                              |                                                         |
| 2020                | Invisibles                                | Gracia Querejeta                                                   |                                                         |
| 2022                | El comensal                               | Ángeles González-Sinde                                             |                                                         |
| 2023                | Last Wishes                               | Joaquín Carmona Hidalgo                                            |                                                         |
| 2023                | Norbert(a)                                | Sonia Escolano                                                     |                                                         |
| 2024                | Galgos                                    | Francisco Kosterlitz, Clara Roquet, Pablo Remón et Lucía Carballal |                                                         |
| 2024                | Little Loves                              | Celia Rico Clavellino                                              |                                                         |
| 2024                | Reflejos en una habitación                | Ceres Machado                                                      |                                                         |